# Baustomus macrospina
Baustomus macrospina is een hooiwagen uit de familie Cranaidae. De wetenschappelijke naam van Baustomus macrospina gaat terug op Roewer.